# Chavakacheri
Chavakacheri (en tamoul : சாவகச்சேரி) est la deuxième ville de la péninsule de Jaffna, au Sri Lanka. Son nom signifierait « la localité des Javanais » C'était autrefois une localité florissante, mais elle a été très abimée durant les années de guerre civile depuis 1983. Après le cessez-le-feu conclu en 2002, la population a entrepris de reconstruire la ville, mais elle n'a pas encore retrouvé son niveau d'avant le conflit, que ce soit sur le plan économique ou sur le plan du nombre d'habitants.